# Humanitaire crisis in Gaza

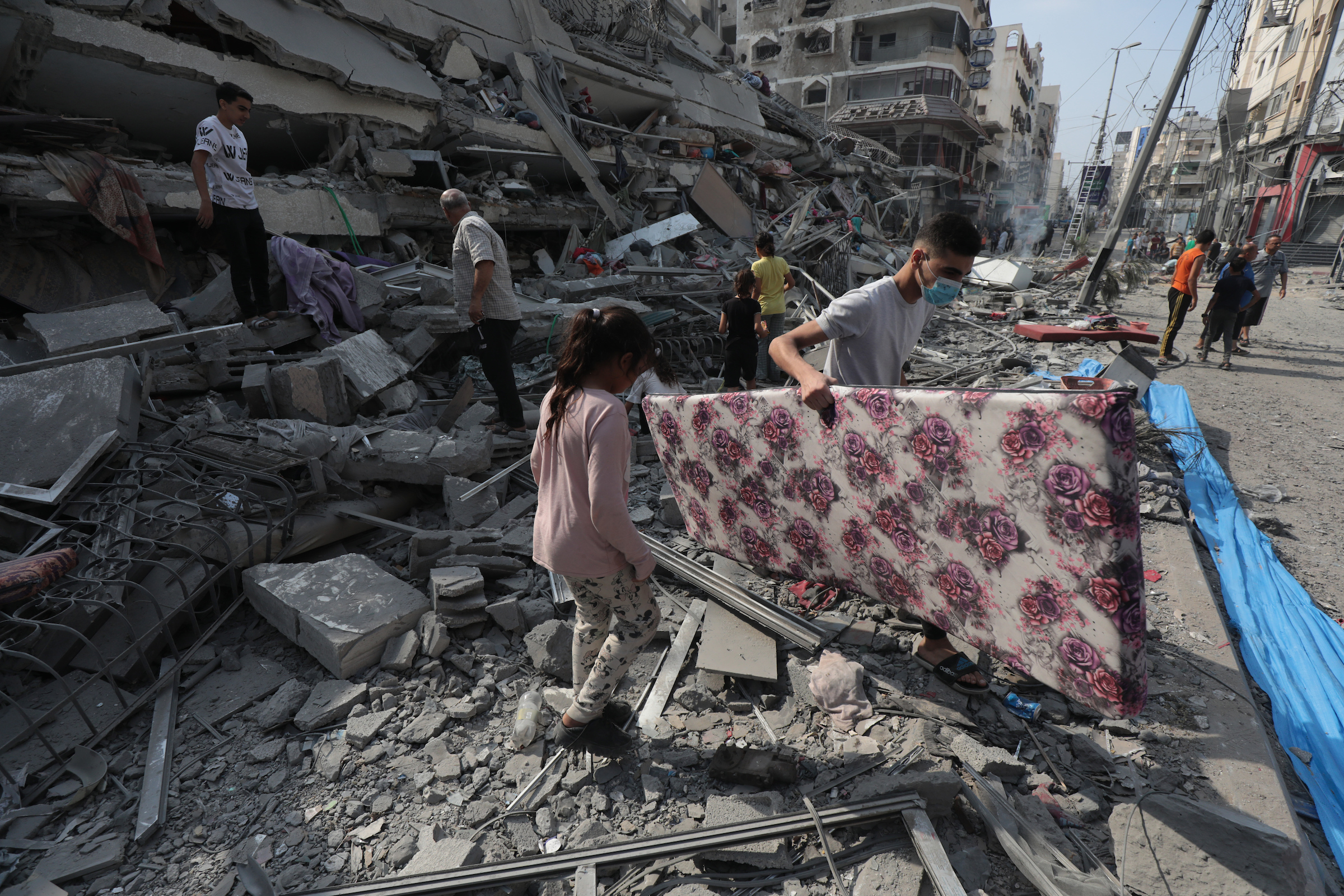
Bewoners inspecteren de overblijfselen van een gebombardeerd gebouw in Gaza, oktober 2023

De humanitaire crisis in Gaza van 2023 tot op heden is een humanitaire ramp als gevolg van de oorlog in Gaza vanaf 2023. De crisis betreft niet alleen hongersnood, maar ook een ineenstorting van de gezondheidszorg. Aan het begin van de oorlog, kort na de Hamas-aanval van 7 oktober 2023, verscherpte Israël de bestaande blokkade van de Gazastrook, wat heeft geleid tot grote tekorten aan brandstof, voedsel, medicijnen, water en essentiële medische benodigdheden. Deze belegering heeft geleid tot een daling van 90% in de beschikbaarheid van elektriciteit, wat rampzalige gevolgen had voor de stroomvoorziening van ziekenhuizen, rioolwaterzuiveringsinstallaties en de ontziltingsinstallaties die drinkwater leveren. Als gevolg hiervan braken over heel Gaza allerhande ziekten uit. Zware bombardementen door Israëlische luchtaanvallen veroorzaakten catastrofale schade aan de infrastructuur van Gaza, waardoor de crisis verergerde.
Organisaties zoals Artsen zonder Grenzen, het Rode Kruis en zes VN-agentschappen (UNICEF, de Wereldgezondheidsorganisatie, het VN-Ontwikkelingsprogramma, het Bevolkingsfonds van de Verenigde Naties, het Wereldvoedselprogramma en de VN-vluchtelingenorganisatie (UNRWA)) waarschuwden voor een humanitaire catastrofe en beschuldigden Israël van het plegen van genocide op het Palestijnse volk in de Gazastrook. De Veiligheidsraad van de Verenigde Naties eiste onmiddellijke doorgang voor de hulpverlening.
Buitenlandse journalisten is toegang tot het gebied geweigerd, en tientallen plaatselijke journalisten – die in vele gevallen ook voor Palestijnse media werkten - zijn doodgeschoten.
Op 29 augustus 2024 bracht Joyce Msuya, waarnemend ondersecretaris van de Humanitarian Affairs and Emergency Relief Coordinator, een verslag uit van de humanitaire situatie in Gaza aan de Veiligheidsraad

## Aanvang
Israël blokkeerde vanaf het begin van de Gaza-oorlog van 2023-2025 de levering van internationale noodhulp en brandstof aan Gaza voor zijn meer dan 2 miljoen inwoners. De levering van water en elektriciteit vanuit Israël werd afgesneden, alsook de grens met Egypte. Op 7 oktober 2023 sloot Israël de toevoer van elektriciteit en brandstof naar de Gaza af. De volgende dag verklaarde Israël formeel de oorlog aan Hamas. Op 9 oktober maakt de Israëlische minister van Defensie Yoav Galant bekend dat hij een totale blokkade van de Gazastrook had ingesteld. Hij zei dat er geen elektriciteit, voedsel en brandstof meer binnen zou komen, dat alles was afgesloten. Als reden gaf hij op: "We vechten tegen menselijke beesten en we handelen in overeenstemming daarmee."
Op 9 en 10 oktober bombardeerde de IDF de grensovergang met Rafah. Israël waarschuwde Egypte om Gaza niet te helpen en dreigde trucks met noodhulp te bombarderen. De toegang werd beide keren aan Palestijnse kant getroffen en Egypte sloot de grens. Op 9 oktober had Israël de Gazanen opgeroepen via Rafah naar Egypte te vluchten, maar de volgende dag de oproep ingetrokken. Egypte nam maatregelen om te voorkomen dat de Gazanen massaal naar de Sinaï zouden vluchten. Op 11 oktober werd de plek voor de derde keer gebombardeerd met vier raketten en op 16 oktober voor de vierde maal. De grens was nog steeds niet open geweest.
Als gevolg van het blokkeren van brandstof viel op 11 oktober de enige elektriciteitscentrale van Gaza uit, waardoor de gehele elektriciteitsvoorziening stopte. De bedrijfsvoerders van de centrale zeiden door de Israëlische autoriteiten te zijn gewaarschuwd dat de centrale gericht zou worden aangevallen indien zij zouden pogen hem opnieuw op te starten.Op 12 oktober sloot Israël ook de toegang tot de territoriale wateren van Gaza af voor vissersboten.
Onder druk van de buitenwereld liet Israël vanaf 21 oktober voor het eerst weer wat noodhulp binnen via Egypte. Israël stond alleen distributie naar het zuidelijke gedeelte van Gaza toe en de levering van brandstof en elektriciteit bleef geblokkeerd. Terwijl op 22 oktober het tweede hulpkonvooi de grens overstak, nam het leger de overgang aan Egyptische kant, naar eigen zeggen 'per ongeluk' met een tank onder vuur. Tot 29 oktober 2023 mochten slechts 117 vrachtwagens met hulpgoederen de grens bij Rafah met Egypte passeren. Vóór 7 oktober was dat aantal meer dan 500 per dag via Egypte en Israël.  Op 7 mei 2024 nam het leger de controle over de grens geheel over. 

### Aanvallen op hulpverleners
Hulpverleners, hulpvoertuigen en hulpgoederen werden meermaals en op verschillende manieren aangevallen door het Israëlisch leger. Eind 2024 beklaagde UNRWA zich erover dat Israël de hulpverlening doelbewust in de war stuurde door het beschieten en hinderen van politie-escortes voor de hulpkonvooien, met als gevolg dat die konvooien door gewapende bendes werden geplunderd. Daarop zag UNRWA zich genoodzaakt de hulpverlening te onderbreken.
Op 23 maart 2025 viel het Israëlisch leger (IDF) verschillende humanitaire voertuigen aan, waaronder vijf ambulances, een brandweervoertuig en een voertuig van de Verenigde Naties, in zuiden van Rafah. Het bloedbad resulteerde in de dood van ten minste 15 hulpverleners, waaronder acht leden van de Palestijnse Rode Halve Maan, vijf leden van de civiele bescherming en een medewerker van een VN-agentschap. Pas op 30 maart werden de meeste vermiste lichamen teruggevonden in een massagraf in Rafah.

### Verbod op humanitaire hulp VN
Op 28 oktober stemde de Knesset een wet om de activiteiten van de vluchtelingenorganisatie UNRWA "in het territorium van de staat Israël" volledig te verbieden. Het verbod zal volgens UNRWA "verschrikkelijke gevolgen" hebben voor de Palestijnen.

### Contant geld van Britse regering naar Hamas
Onderzoekers van NGO Monitor brachten in mei 2025 een rapport uit over een door het Verenigd Koninkrijk gefinancierd programma voor contante financiële hulp in Gaza dat werd verstrekt "in samenwerking" met een door Hamas gecontroleerd ministerie – een feit waarvan Britse functionarissen zich volledig bewust waren.

## Hongersnood
Begin 2006 bleek al dat het Israëlische beleid erop gericht was “de Palestijnen op dieet te zetten, maar niet om ze te laten verhongeren”, mogelijk als een vorm van collectieve bestraffing na de machtsovername van Hamas. Het zou dan de bedoeling zijn geweest de Palestijnen ertoe aan te zetten zich tegen Hamas te keren. Begin 2008 hadden de Israëlische autoriteiten een berekening gemaakt van het aantal calorieën die Palestijnen minimaal nodig hadden om ondervoeding te voorkomen, zodat Israël de hoeveelheid voedsel die Gaza binnen mocht komen kon beperken zonder dat dit tot hongersnood zou leiden.
Vanaf eind 2023 was er in de Gazastrook sprake van ernstige problemen in de voedselvoorziening. Voedselvoorraden raakten uitgeput, bakkerijen werden vernietigd door Israëlische luchtaanvallen en de toegang tot basisvoedsel werd steeds schaarser. In november stonden rijen van honderden mensen te wachten voor brood, wat duidde op een dieper wordende crisis. Bedelen om voedsel was aan de orde van de dag, en honger werd alomtegenwoordig. Vanaf december sloegen internationale hulporganisaties en hulpverleners alarm over massale hongersnood, waarbij de meerderheid van de huishoudens overging tot extreme maatregelen om te overleven. Human Rights Watch beschuldigde Israël van het gebruik van hongersnood als oorlogswapen in het bezette gebied, waardoor de humanitaire ramp nog verergerde.
Begin 2024 werd de hongersnood “het ergste geval van door de mens veroorzaakte hongersnood in een eeuw. De hoofdeconoom van het Wereldvoedselprogramma merkte op dat de overgrote meerderheid van de mensen die wereldwijd hongersnood of catastrofale honger leden, geconcentreerd waren in Gaza, wat de ernst van de crisis benadrukte. De voedselprijzen stegen in Gaza naarmate de voedselvoorraden opraakten. Door de beperkte hoeveelheid hulp die het gebied binnenkwam en de torenhoge voedselprijzen bleef de bevolking lijden, waarbij vooral kinderen kwetsbaar waren voor ondervoeding en uitdroging. De internationale gemeenschap toonde zich ernstig bezorgd, en onderstreepte herhaaldelijk de dringende noodzaak van onmiddellijke humanitaire interventie om een verdere tragedie af te wenden. 2,2 miljoen mensen in Gaza hadden te maken met “voedselonzekerheid op noodniveau”.
Tijdens het staakt-het-vuren vanaf januari 2025 was er alleen in centraal en zuidelijk Gaza enige verbetering van de situatie, maar op 16 maart beëindigde Israël het bestand met de hervatting van de dagelijkse bombardementen. Op 2 maart had Israël al opnieuw de grenzen volledig afgesloten voor hulpgoederen. De prijzen van het schaarse voedsel op de markt schoten omhoog. Een Gazaanse schreef dat een kilogram suiker 22 dollar kostte en de prijs van een zak bloem binnen 2 maanden naar 300 dollar steeg. Op 31 maart moesten alle bakkerijen van het World Food Programme, inclusief de enige drie in centraal Gaza, sluiten. Spoedig volgden steeds meer gaarkeukens. Half april was er overal sprake van hongersnood. Tegen eind april waren de pakhuizen van het Wereldvoedselprogramma (WFP) in Gaza helemaal leeg, terwijl aan de grens 116.000 ton voedselhulp klaarstond — genoeg om 1 miljoen mensen vier maanden te voeden. Aan de grens stonden al maandenlang vele honderden vrachtwagens met hulpgoederen tevergeefs te wachten op toestemming om Gaza binnen te gaan.
In november 2024 bleek dat gewapende groepen vaak hulpgoederen plunderden en begeleiders afpersten, daarin gesteund door het Israëlisch leger.
Vanaf eind juli 2025 werden pakketten noodhulp gedropt boven Gaza. Verschillende landen namen deel aan het programma, dat vanuit Jordanië werd gecoördineerd. De vluchten werden uitgevoerd door onder meer de Belgische en de Nederlandse luchtmacht.

## Drinkwaternood
Reeds voor de oorlog was de drinkwatervoorziening in de Gazastrook ontoereikend: Gaza kocht een klein deel van zijn water van Israël (circa 7%), de rest was grondwater of kwam uit ontziltingsinstallaties. Maar de grondwaterbronnen werden te intensief gebruikt, waardoor deze zich niet voldoende konden herstellen, met als gevolg dat insijpelend zout zeewater de bronnen verontreinigde en een aantal onbruikbaar maakte. Bovendien kampte de watervoorziening met een hoog percentage lekken in het transport naar de gemeenschappen in Gaza.
Door de oorlogssituatie verergerde de situatie echter aanzienlijk: Israël blokkeerde de waterpijpleidingen, sneed ook de elektriciteitsvoorziening af en bemoeilijkte de invoer van brandstof, waardoor pompen en ontziltingsinstallaties stilvielen. Reeds op 14 oktober 2023 luidde de VN de alarmklok, en in februari 2024 was de situatie catastrofaal, door extreme tekorten aan zuiver drinkwater en sanitaire voorzieningen, waardoor het risico op watergebonden ziekten sterk toenam.

## Gezondheidszorgcrisis

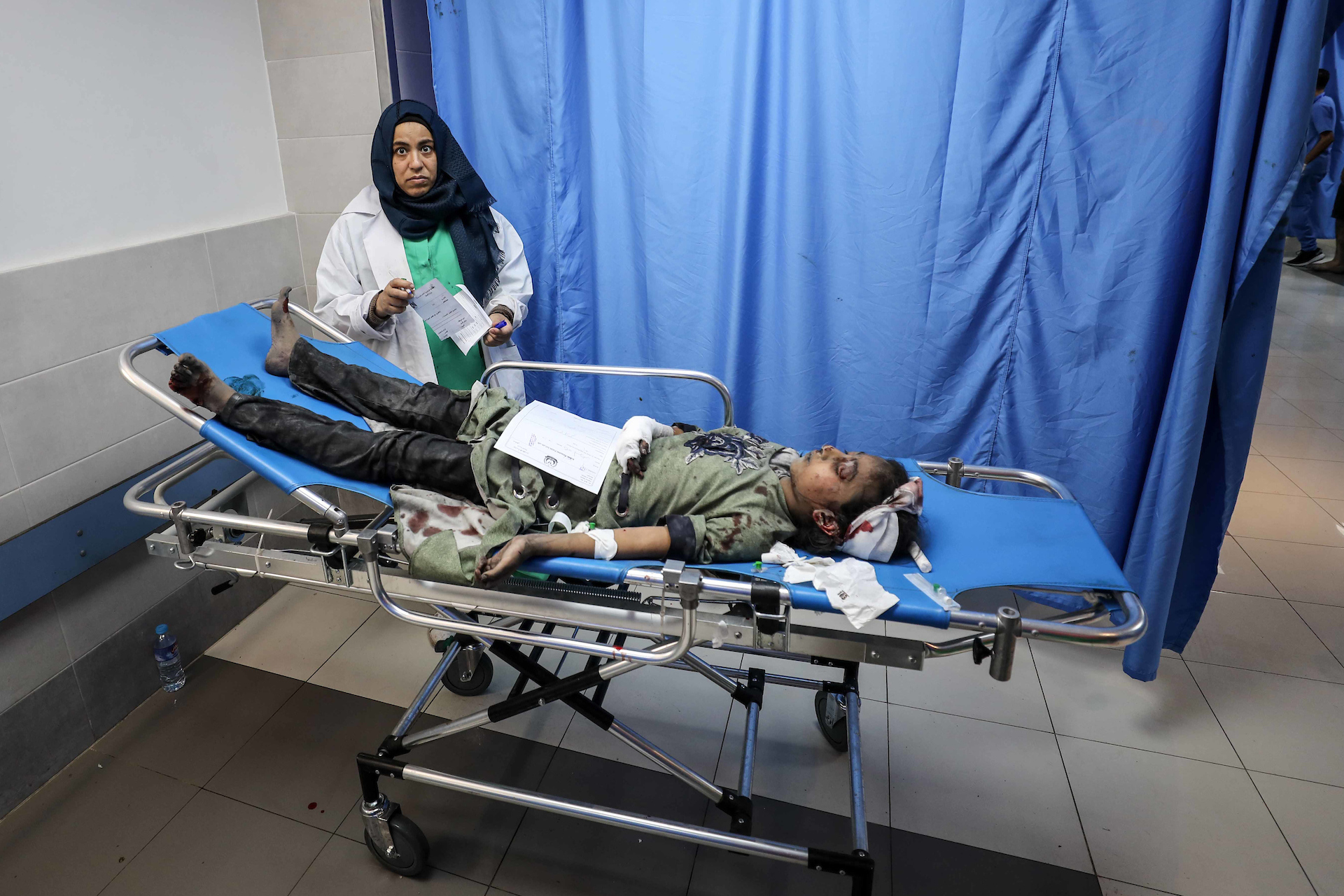
Een dokter met een gewond kind, oktober 2023

De gezondheidszorg in Gaza kwam in een acute crisis als gevolg van het conflict. Door de Israëlische belegering hadden de ziekenhuizen te kampen met een gebrek aan brandstof en waren ze de eerste twee weken van de oorlog afhankelijk van noodgeneratoren. Op 23 oktober begonnen de ziekenhuizen in Gaza hun deuren te sluiten omdat ze zonder brandstof kwamen te zitten, te beginnen met het Indonesische ziekenhuis. Toen de stroomvoorziening volledig wegviel, stierven meerdere premature baby's in de NICU's. Talloze medische medewerkers werden gedood bij Israëlische luchtaanvallen. Ambulances, gezondheidsinstellingen, medische hoofdkwartieren en meerdere ziekenhuizen werden verwoest. Reeds eind oktober 2023 verklaarde het ministerie van Volksgezondheid van Gaza dat het gezondheidszorgsysteem “volledig was ingestort”. De Wereldgezondheidsorganisatie waarschuwde voor een reeks om zich heen grijpende ziekten als gevolg van het tekort aan drinkwater, voedsel, sanitair en medische hulpmiddelen. “Er moet een einde komen aan de systematische ontmanteling van de gezondheidszorg”, aldus de WHO. Artsen zonder Grenzen bracht geregeld verslag uit over de ongeziene verwoesting van de gezondheidsinfrastructuur.

### Distributieplan Trump
Om de dreigende hongersnood in Gaza aan te pakken, heeft Israël samen met president Trump begin mei 2025 een nieuw distributieplan gepresenteerd aan de Verenigde Naties en hulporganisaties. Dit plan is bedoeld om te voorkomen dat Hamas het voedsel steelt of invloed uitoefent op de distributie, maar zij weigeren tot nu toe samen te werken.

## Getuigenissen
B'Tselem publiceert getuigenissen uit Gaza vanaf 2022. De medisch studente aan de Al-Azhar Universiteit in Gaza City, Hend Salama Abo Helow, schreef hoe zij gedwongen was haar boeken en die van haar familie te verbranden om eten te kunnen koken. De universiteit is inmiddels door bombardementen vernietigd en tientallen studenten zijn gedood.
Dr. Izzedin Shahin, een anesthesist in het Gazaanse Shuhada al-Aqsa-ziekenhuis, getuigde over de extreme omstandigheden van zorgverlening tijdens de hongersnood.

## Verplichtingen onder internationaal recht
Onder internationaal humanitair recht, met name deel III van de Vierde Geneefse Conventie, heeft Israël als bezettingsmacht de plicht om het welzijn van de bevolking in Gaza te verzekeren, zonder onderscheid. Israël moet de mensenrechten van de bevolking handhaven, inclusief het recht op gezondheid, onderwijs, werk en een adequate levensstandaard met recht op voeding en wonen. In de oorlog Hamas-Israël worden deze wettelijke verplichtingen geschonden.

## Kritiek op de internationale gemeenschap
Artsen Zonder Grenzen verklaarde op 16 juni 2025:

", de EU en zijn lidstaten lijken afstand te hebben gedaan van hun politieke leiderschap [om echte druk op Israël uit te oefenen om diens aanval te stoppen en Gaza's grenzen te openen voor ongehinderde humanitaire hulp]. Erger nog, recente verklaringen van Europese staten met kritiek op de manier waarop de oorlog wordt gevoerd, benadrukken hun hypocrisie, aangezien zij de wapens blijven leveren die worden gebruikt om de mensen te doden, verminken en verbranden die in onze ziekenhuizen belanden."